# Joseph Jérôme Lefrançois de Lalande
Pour les articles homonymes, voir Lalande.
Joseph Jérôme Lefrançois de Lalande (également connu comme Jérôme Lalande, et orthographié « De La Lande », parfois « Le Français de la Lande »), né à Bourg-en-Bresse le 11 juillet 1732 et mort à Paris (Seine) le 4 avril 1807, est un astronome français.

## Biographie

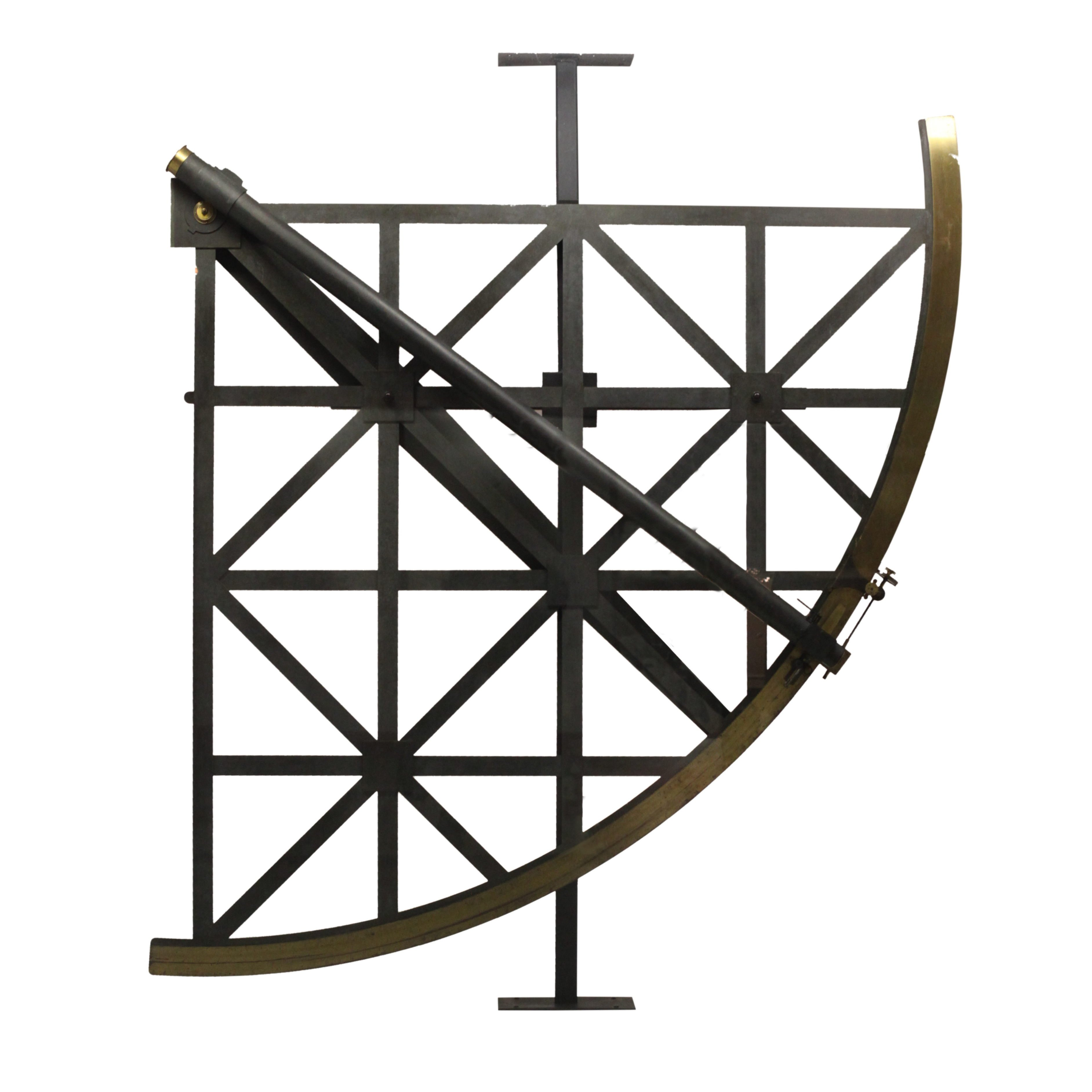
Quart de cercle employé par Jérôme de Lalande pour la première détermination précise de la distance Terre-Lune en 1751.

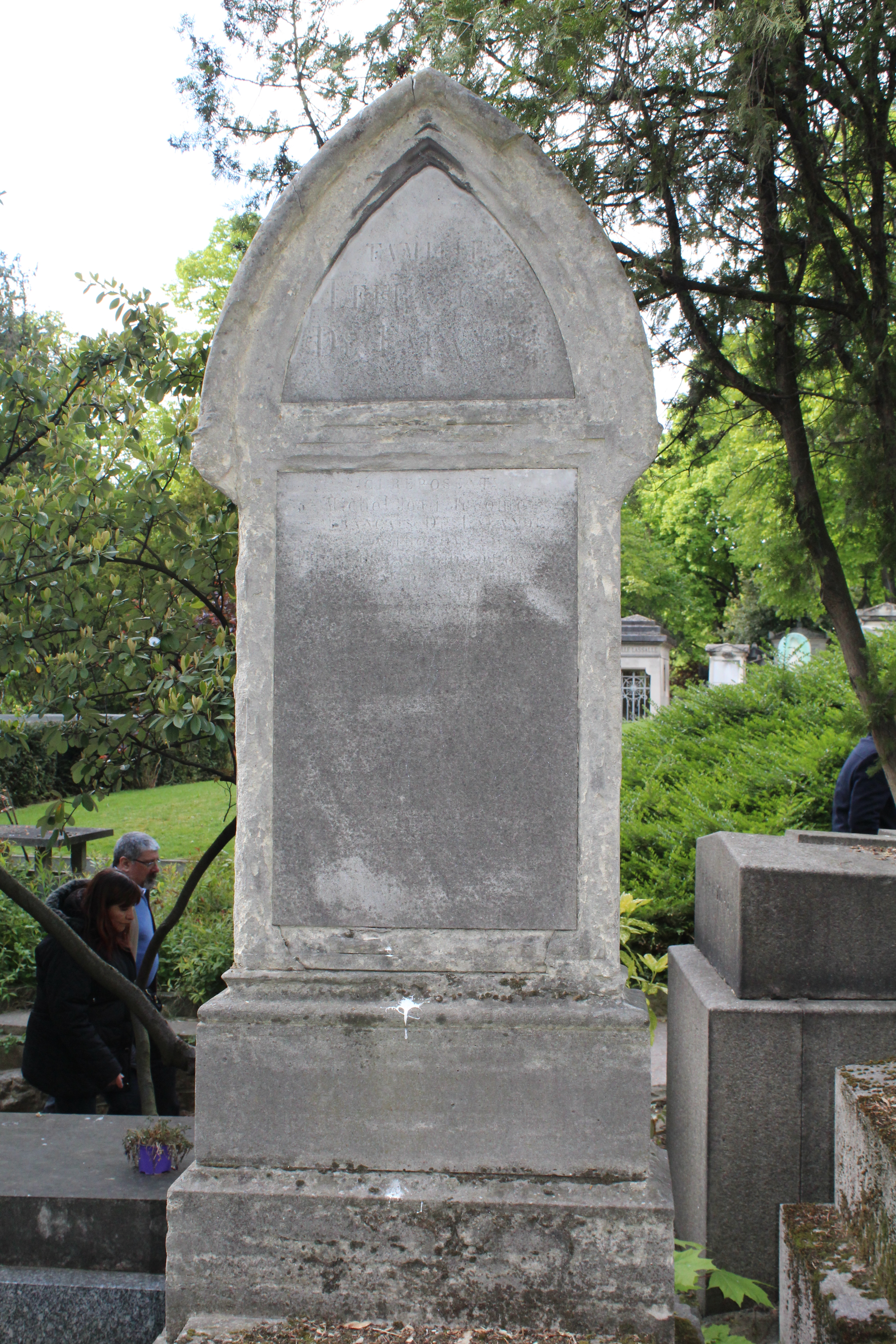
Tombe au cimetière du Père-Lachaise.

Il est le fils de Pierre Le François, bourgeois de Bourg-en-Bresse,  et de Marie Anne Gabrielle Monchinet.
Les parents de Joseph Jérôme Lefrançois de Lalande l’envoient étudier au collège jésuite de la Trinité à Lyon, où il se passionne pour l'astronomie auprès du père Laurent Béraud, puis à Paris pour y étudier le droit. Il loge dans la capitale à l’Hôtel de Cluny, où Joseph-Nicolas Delisle (1688-1768) a installé un observatoire. Lalande devient alors un élève zélé et favori de Delisle ainsi que de Pierre Charles Le Monnier (1715-1799).
Après la fin de ses études, il retourne à Bourg-en-Bresse pour exercer le métier d’avocat. Le Monnier obtient la permission d'envoyer Lalande à Berlin pour y observer la parallaxe lunaire ; simultanément, l’abbé Nicolas-Louis de Lacaille (1713-1762) fait de même au Cap (ce qui permet de déterminer la distance Terre-lune). Le succès de sa mission le fait entrer à l’Académie des sciences de Berlin à 21 ans. Il obtient un poste d’assistant à Paris et il est élu membre de l’Académie des sciences en 1753. Il fonde une société littéraire dans sa ville natale en 1755 qui deviendra ensuite la Société d'émulation en février 1783 et il est élu membre de l’Académie de Rouen le 4 mars 1761.
S’étant consacré à l’étude des planètes du système solaire, il publie en 1759 une édition corrigée des tables d’Edmond Halley (1656-1742), à laquelle il ajoute une histoire de la comète de Halley, observable cette année-là. Alexis Clairaut crée, de lui et de Nicole-Reine Lepaute, une équipe pour faire les calculs — fastidieux — de la date de retour et des éléments orbitaux.
En 1759, l'Académie royale des sciences lui confie la rédaction des éphémérides astronomiques, de la Connaissance des temps. Il va faire de ces tables astronomiques un ouvrage attendu et recherché en le complétant de notices scientifiques, toujours au fait des nouveautés, appelée la « grosse gazette » par Pierre Charles Le Monnier. La Connaissance des temps deviendra sous son influence, Connaissance des temps et des mouvements célestes à l'usage des astronomes et des navigateurs, titre qui va perdurer avec de légères variations, jusqu'en… 1970 !
En 1762, Delisle démissionne de sa chaire d’astronomie au Collège de France en faveur de Lalande après avoir occupé cette fonction depuis 46 ans. La maison de Lalande devient une école d’astronomie et ses élèves atteindront la notoriété : Jean-Baptiste Joseph Delambre (1749–1822), Giuseppe Piazzi (1746–1826), Pierre Méchain (1744–1804) et son propre neveu Michel Lefrançois de Lalande (1766–1839). Il utilise nombre d’amateurs pour calculer ses éphémérides plus rapidement. Sa renommée vient de son travail sur l’orbite de Vénus en 1769, mais son caractère difficile lui vaut de nombreuses inimitiés.
Il est initié en franc-maçonnerie à Bourg-en-Bresse, vers 1769, il fonde avec Helvetius la loge  des Sciences du Grand Orient de France.
En 1773 il rédige près de 250 articles sur l’astronomie, les mesures et la franc-maçonnerie pour le Supplément à l'Encyclopédie.
En  1776 il fonde à Paris la loge des Neuf Sœurs (dont il sera vénérable jusqu'en 1779), où sera initié Voltaire.
En 1778, délaissant momentanément les étoiles pour l’hydrologie, il rédige Des canaux de navigation, et spécialement du canal de Languedoc, une somme sur la navigation intérieure en tout temps et sur tous les continents qui fait encore autorité, consacrant un tiers de l’ouvrage au canal du Midi, déjà présenté comme une réalisation exemplaire. Un Hommage à Lalande sera chanté le 30 septembre 1778, en la Loge des Neuf Sœurs, à l'occasion de la Saint-Jérôme, et restera fameux.
En 1795, il participe à la création du Bureau des longitudes avec l’abbé Grégoire. Apprécié par les révolutionnaires, il est nommé cette année-là directeur de l'observatoire de Paris, fonction qu'il occupera jusqu'à sa mort.
Lalande a participé à la création du calendrier républicain.
Lalande contribue grandement à populariser l’astronomie. Il fait paraître de 1789 à 1798 son Histoire céleste française, où il décrit 50 000 étoiles. Il est également l’auteur d’une chronique des sciences de son époque (deux volumes, Bibliographie astronomique, 1804).  Il créa, en 1799, une constellation Chat. Il fonde, en 1802, un prix destiné à récompenser l’œuvre d’astronomes, le prix Lalande.
Jérôme de Lalande est le premier à référencer une étoile parmi d'autres sous le nom VY CMa de magnitude 7 dans son catalogue de 1801. Aujourd'hui VY Canis Majoris est célèbre pour être la plus gigantesque étoile jamais observée (magnitude de 7,9) juste avant la découverte d'UY Scuti.
Enterré au cimetière de Sainte-Catherine, disparu en 1824, il est alors transféré au cimetière du Père-Lachaise (4e division).

## Idéologies
- Lalande, dans son ouvrage Astronomie des dames[7], prend nettement parti pour que l'astronomie ne soit pas un domaine masculin ; il mentionne de nombreuses femmes astronomes.
- Source : Mathématiques et mathématiciens, op. cit., p. 228.
- En 1789, Lalande est monarchiste[8]. En 1792, au plus fort de la Terreur, Lalande, quoique républicain et très médiocre paroissien, cacha à l'observatoire du collège Mazarin plusieurs prêtres réfractaires menacés de mort : « Je vous ferai passer pour des élèves astronomes : car, vous et moi, nous nous occupons du Ciel[9] ».
- En 1805, Lalande fut interdit de plume par Napoléon pour son athéisme[4] ; il disait en effet : « On ne sait rien. On croit aux miracles, aux sorciers, aux revenants ; on a peur du tonnerre, des araignées, des souris et à plus forte raison on croit en Dieu[10] ». Lalande était qualifié par ses amis de « doyen des athées »[8].

## Principaux travaux
- Exposition du calcul astronomique (1762).

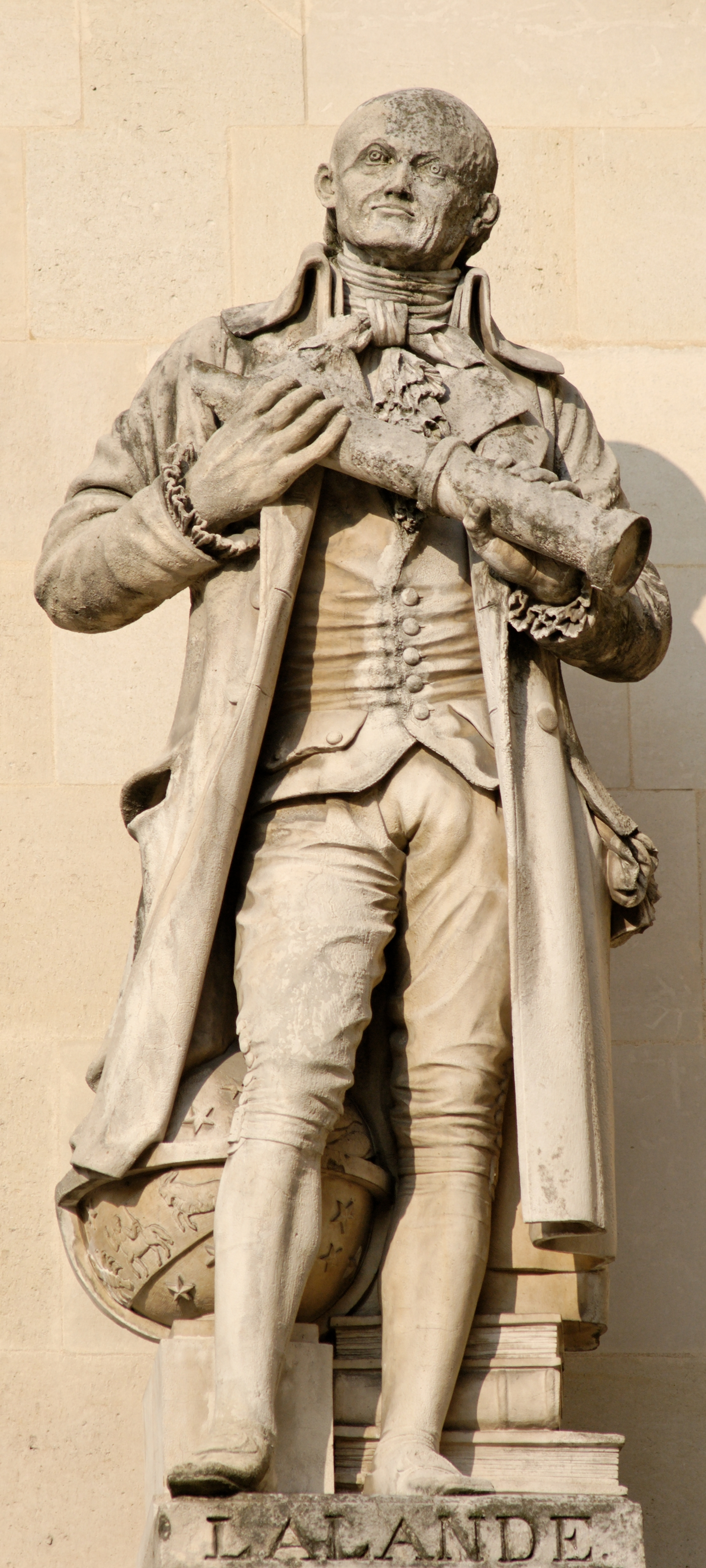
Statue de Lalande parmi les Hommes illustres.

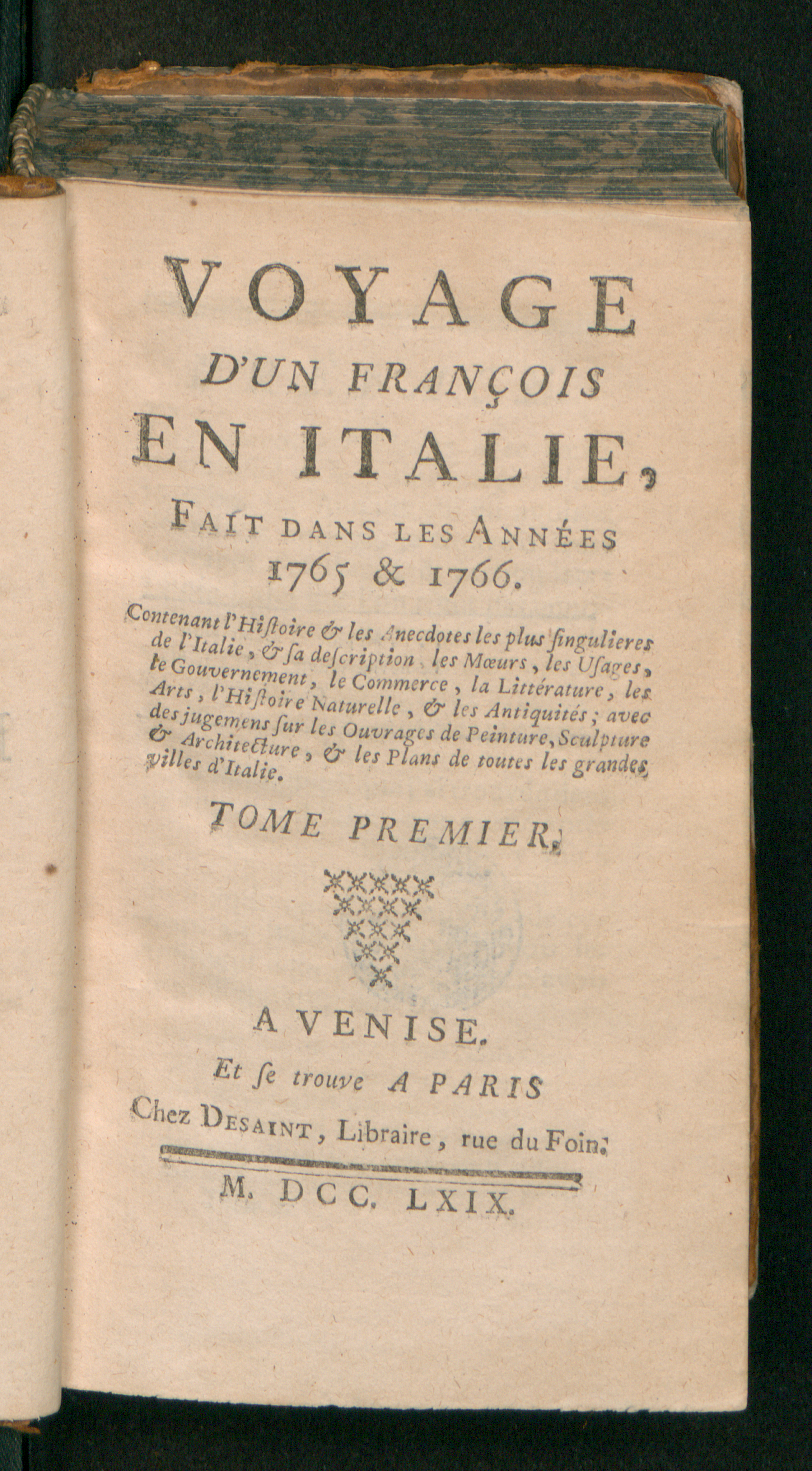
Voyage d'un françois en Italie, fait dans les années 1765 et 1766. Tome premier, 1769.

- Voyage d'un françois en Italie, fait dans les années 1765 et 1766. Tome premier, 1769. Traité d’astronomie (deux volumes, 1764, trois volumes en 1771 auquel est adjoint un quatrième volume sur le flux et reflux de la mer en 1781, une troisième édition en trois volumes, 1792).
- Astronomie des dames, ou sur Gallica (1785).
- Abrégé de navigation (1793).
- Histoire céleste française (1801).
- Bibliographie astronomique, Imprimerie de la République (Paris), 1803, 966 p. (lire en ligne)
- Des Canaux de navigation et spécialement du canal de Languedoc, Veuve Desaint (Paris), 1778, 588 p. (lire en ligne)

Il présente plus de 150 articles devant l’Académie des sciences.
Un récit de voyage :
- Voyage d’un François en Italie en 1765 et 1766, Paris, Vve Desaint, 1769 et diverses rééditions, 3 vol.

Autre :
- Art de faire le papier: Nouvelle édition, augmentée de tout ce qui a été écrit de mieux sur ces matières par J.-E. Bertrand, Paris : chez J. Moronval, 1820 (sur Gallica)  (ISBN 978-8497619028)
- Tables de logarithmes, par Jérôme de La Lande ; étendues à sept décimales par F.-C.-M. Marie, précédée d'un Instruction dans laquelle on fait connaître les limites des erreurs qui peuvent résulter de l'emploi des logarithmes des nombres et des lignes trigonométriques par le baron Reynaud, Bachelier imprimeur-libraire, Paris, 1829, 5e édition 1841 (lire en ligne)

Publications : 
- Astronomie, vol. 1, Paris, veuve Nicolas Desaint, 1771 (lire en ligne)
- Astronomie, vol. 2, Paris, veuve Nicolas Desaint, 1771 (lire en ligne)
- Astronomie, vol. 3, Paris, veuve Nicolas Desaint, 1771 (lire en ligne)

## Correspondance
Une partie de la correspondance du Baron Franz Xaver von Zach avec Joseph Jérôme Lefrançois de Lalande, son homologue français, entre 1792 et 1804, est conservée à l'Observatoire de Paris. La provenance de ces lettres est mentionnée dans le Rapport annuel sur l’état de l’Observatoire de Paris pour l’année 1897, p. 27 : « Mme veuve Laugier a fait don à l’Observatoire de divers manuscrits de son mari, M. E. Laugier, membre de l’Institut et du Bureau des longitudes ; d’une série de manuscrits de Delambre et d’une liasse de lettres écrites par le baron de Zach à Jérôme Lalande dans les années 1792 à 1804.»
- Lettres du baron de Franz Xaver von Zach à Joseph Jérôme Lefrançois de Lalande 1792-1806 (lire en ligne)
- Joseph Jérôme Le Français de Lalande letters to Mme. Dupiery, MSS 530 at L. Tom Perry Special Collections, Brigham Young University

## Divers
- D'après Chateaubriand[11], puis Roland Barthes[12], Lalande aimait manger des araignées vivantes.
- Le peintre Jean-Honoré Fragonard a fait son portrait, Jérôme de La Lande.
- Fin du monde : Lalande avait préparé en 1773 pour l'Académie des sciences un mémoire qu'une circonstance imprévue empêcha de lire. Aussitôt, le bruit se répandit dans le public que l'astronome y prédisait à courte échéance la destruction de notre planète. L'émotion fut telle que le lieutenant de police demanda à lire le mémoire ; il n'y trouva rien d'alarmant et, pour calmer les esprits, il en ordonna la publication immédiate. Toutefois beaucoup de personnes restèrent persuadées qu'on avait supprimé le passage menaçant.

On lit d'ailleurs, dans une chanson de l'époque :
Oui, de vous, landerirette,

Monsieur De Lalande rira.

Quand elle vous tombera,

Sur la tête, la Comète !

### Hommages
- Son nom est inscrit sur la tour Eiffel, façade Trocadéro.
- À Bourg-en-Bresse, le lycée Lalande porte son nom, une de ses citations : « De leurs travaux naîtra leur gloire » est aussi l'emblème de ce lycée.
- Une rue du XIVe arrondissement de Paris porte son nom.
- Lalande a sa statue parmi les Hommes illustres (Louvre).
- En 1935, l'Union astronomique internationale donne le nom de Lalande à un cratère lunaire.

### Bibliographie

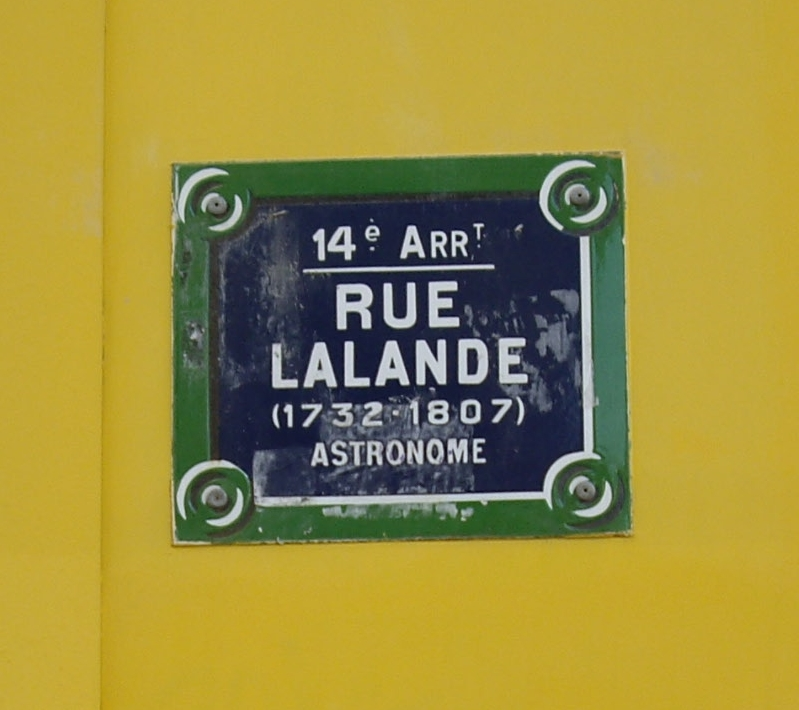
Rue Lalande à Paris XIVe

#### Bases de données et dictionnaires
- Ressources relatives à la recherche :   - Académie royale de Belgique
  - La France savante
  - Isidore
  - Mathematics Genealogy Project
- Ressources relatives aux beaux-arts :   - AGORHA
  - National Portrait Gallery
  - Union List of Artist Names
- Ressource relative à l'astronomie :   - Biographical Encyclopedia of Astronomers
- Notices dans des dictionnaires ou encyclopédies généralistes :   - Britannica
  - Brockhaus
  - Deutsche Biographie
  - Gran Enciclopèdia Catalana
  - Hrvatska Enciklopedija
  - Nationalencyklopedin
  - Store norske leksikon
  - Treccani
- Notices d'autorité :   - VIAF
  - ISNI
  - BnF (données)
  - IdRef
  - LCCN
  - GND
  - Italie
  - CiNii
  - Espagne
  - Pays-Bas
  - Pologne
  - Israël
  - NUKAT
  - Catalogne
  - Suède
  - Vatican
  - Australie
  - Norvège